# Vuelo 615 de Lufthansa
El vuelo 615 de Lufthansa fue un vuelo comercial que fue secuestrado el 29 de octubre de 1972, y que tenía como objetivo la liberación de los tres autores supervivientes de la masacre de Múnich de una prisión de Alemania Occidental.
Cuando el avión de Lufthansa fue secuestrado por simpatizantes de la organización palestina Septiembre Negro durante el tramo Beirut-Ankara, de un vuelo con varias escalas entre Damasco y Fráncfort, las autoridades de Alemania Occidental cumplieron con la exigencia de liberar a los prisioneros. Fueron entregados en el aeropuerto de Zagreb y el avión secuestrado fue trasladado a Trípoli, donde todos los rehenes fueron liberados.  Los atacantes liberados de Múnich recibieron asilo del líder libio Muammar Gaddafi.
Por sus acciones, el gobierno de Alemania Occidental fue criticado por Israel y otros partidos. El gobierno fue acusados de organizar, o al menos tolerar, el secuestro, teorizándose un acuerdo secreto entre el país germánico y Septiembre Negro: la liberación de los militantes supervivientes a cambio de garantías de que no se producirían más ataques contra Alemania.

## Antecedentes
El 5 de septiembre de 1972, durante los Juegos Olímpicos de Múnich, ocho miembros del grupo palestino Septiembre Negro tomaron como rehenes a nueve miembros del equipo olímpico israelí, tras matar a otros dos atletas de dicho país. Durante un tiroteo tras un fallido intento de rescate policial en la base aérea de Fürstenfeldbruck, todos los rehenes murieron.  También murieron cinco de los ocho militantes palestinos. Los tres perpetradores supervivientes fueron Adnan Al-Gashey, Jamal Al-Gashey y Mohammed Safady, todos quienes fueron arrestados y recluidos en la prisión preventiva.
Inmediatamente después de la masacre de Múnich, las autoridades de Alemania Occidental estaban preocupadas por verse arrastradas al conflicto árabe-israelí. Según palabras del propio ministro de Asuntos Exteriores, Walter Scheel, en octubre de 1972, había que "defenderse de las acciones de ambos lados del conflicto".  En Israel, la consiguiente política de apaciguamiento alemana llevó a comparaciones con los Acuerdos de Múnich de 1938.
De hecho, desde que Willy Brandt se convirtió en el canciller alemán en 1969, se había producido un cambio en la actitud de Alemania Occidental hacia el conflicto árabe-israelí. Los gobiernos conservadores anteriores habían sido considerados claramente proisraelíes (particularmente a mediados de los años 1960 con la Guerra de los Seis Días), lo que había provocado que varios estados árabes rompieran relaciones diplomáticas con Alemania Occidental.  En el caso de Egipto y Túnez, estos se restablecieron poco antes de los Juegos Olímpicos de 1972.
Las autoridades de Alemania Occidental eran conscientes del alto perfil de los prisioneros y de que el grupo contaba con numerosos simpatizantes, por lo que se temían actos destinados a la liberación de los atacantes de Múnich. Como posibles objetivos se identificaron aviones de la entonces aerolínea nacional Lufthansa o de su homóloga israelí El Al.  El 9 de septiembre, se recibió una carta anónima que afirmaba que tal secuestro era realmente inminente, lo que llevó al Ministerio Federal del Interior (entonces dirigido por Hans-Dietrich Genscher) a considerar si a los ciudadanos de los Estados árabes se les debería negar el embarque en vuelos de Lufthansa.
Ya durante la crisis de los rehenes en Múnich, se hizo evidente que los atacantes eran conscientes de posibles intentos de liberación en caso de ser arrestados. Cuando se le preguntó si tenía miedo de ser atrapado y encarcelado en una prisión alemana, su líder Luttif Afif (que más tarde murió en el tiroteo de Fürstenfeldbruck) respondió que no había nada que temer, porque "no existe la pena de muerte en Alemania, y nuestros hermanos nos liberarían".

### Aeronave
El avión involucrado era un Boeing 727-100 fabricado en 1964 y registrado como D-ABIG, con número de serie 18364 y número de línea 37. Estaba equipado con tres motores Pratt & Whitney JT8D-9 .

## El secuestro
Nota: Por motivos de coherencia, todas las horas se han convertido a la hora de Europa Central.
El domingo 29 de octubre de 1972, un Boeing 727-100 de Lufthansa, que cubría el vuelo 615 en la ruta Damasco-Beirut-Ankara-Múnich-Fráncort del Meno, fue  el secuestrado. El avión había despegado del aeropuerto internacional de Damasco a primera hora de la mañana con siete tripulantes, pero inicialmente sin pasajeros. En la primera escala en el aeropuerto internacional de Beirut, subieron al vuelo 13 personas: nueve ciudadanos de países árabes desconocidos, dos estadounidenses, un alemán, un francés,  y un periodista español que más tarde escribió un relato de los hechos como testigo ocular.
La salida de Beirut se retrasó aproximadamente 15 minutos. Originalmente programada para partir a las 05:45, el despegue tuvo lugar a las 06:01.  Luego de menos de 15 minutos, dos pasajeros árabes amenazaron con hacer estallar el avión usando explosivos que habían estado escondidos en la cabina de primera clase (y que probablemente habían sido contrabandeados allí en Damasco). Exigieron la liberación de los miembros de Septiembre Negro de la prisión alemana.
Tras una parada para repostar combustible en el aeropuerto internacional de Nicosia, los pilotos se vieron obligados a volar hacia el aeropuerto de Múnich-Riem, donde los secuestradores en un principio habían previsto que se produjera el intercambio. Cuando el avión llegó al espacio aéreo austriaco, cerca del mediodía, los secuestradores se dieron cuenta de que sus exigencias no podrían cumplirse a tiempo. El plan fue cambiado y la tripulación de Lufthansa tuvo que desviarse a Zagreb, en lo que entonces era la República Federativa Socialista de Yugoslavia, sobrevolando el aeropuerto de Zagreb hasta que los miembros de Septiembre Negro fuesen llevados allí.Esto puso a los alemanes en una situación contra el tiempo, ya que el avión se quedaría sin combustible eventualmente.
Una vez que la noticia del secuestro llegase a hasta la sede de Lufthansa en Colonia, el presidente de la empresa Herbert Culmann abordó un Hawker Siddeley HS.125 de la empresa, propiedad de la entonces filial Condor (registrada como D-CFCF)  y voló a Múnich. A continuación se le unieron el alcalde Georg Kronawitter y el jefe de policía Manfred Schreiber, así como el Ministro del Interior de Baviera, Bruno Merk en el comité de crisis local.La respuesta del gobierno de Alemania Occidental fue coordinada por un consejo de crisis en Bonn, que incluía a Walter Scheel, vicecanciller y ministro de Asuntos Exteriores y a los ministros del Interior y de Transporte, Hans-Dietrich Genscher y Lauritz Lauritzen.
Recordando el fallido intento de rescate durante la crisis de los rehenes olímpicos y la (entonces) falta de una unidad policial de operaciones especiales como la posterior GSG 9, las autoridades de Alemania Occidental decidieron rápidamente cumplir con las exigencias de los secuestradores. A las 14:00 horas, los tres miembros de Septiembre Negro fueron transportados al aeropuerto de Riem. Philipp Held, el Ministro de Justicia de Baviera ordenó la revocación de la orden de detención y expidió a los miembros de Septiembre Negro documentos oficiales de emigración.  Los tres fueron subidos al avión que Herbert Culmann había utilizado para llegar a Múnich y se les unieron dos agentes de policía vestidos de civil.Culmann decidió viajar a Zagreb para colaborar directamente en las negociaciones.
El avión salió de Múnich, pero al piloto se le había ordenado permanecer dentro del espacio aéreo de Alemania Occidental. Los negociadores alemanes pidieron que se permitiera al avión de Lufthansa secuestrado aterrizar primero en Zagreb, pero sus intentos no tuvieron éxito. La situación se tensó cuando el avión de Lufthansa secuestrado se acercó peligrosamente al punto de quedarse sin combustible.  En lo que Culmann llamó más tarde un "estado de emergencia", debido a una supuesta pérdida de comunicaciones con Múnich, Culmann ordenó personalmente al piloto del avión que transportaba a los atacantes de Múnich liberados que se dirigiera hacia el aeropuerto de Zagreb y aterrizara en él. Esta dirección iba en contra de las órdenes de las autoridades superiores.Como consecuencia, se inició una investigación legal contra Culmann, pero se abandonó poco después.
Veinte minutos después de que los tres miembros de Septiembre Negro llegaran al aeropuerto de Zagreb,  el avión de Lufthansa secuestrado también aterrizó allí y poco después, a las 18:05, se produjo el traslado.  Esto ocurrió sin ninguna medida recíproca: los 18 rehenes aún no habían sido liberados.
Otra situación crítica se produjo cuando las autoridades aeroportuarias yugoslavas cumplieron con las exigencias de sus homólogos de Bonn e impidieron que el avión de Lufthansa despegara nuevamente. Al darse cuenta de que el avión no repostaría combustible, los secuestradores amenazaron nuevamente con matar a todos los que iban a bordo. El enfrentamiento fue finalizado por Kurt Laqueur, cónsul de Alemania Occidental en Zagreb, que firmó la orden de reabastecimiento de combustible, sin haber sido autorizado para ello. El avión de Lufthansa despegó a las 18:50, esta vez con destino a Trípoli. A las 21:03 llegó al aeropuerto internacional de Trípoli, donde finalmente los rehenes fueron liberados.
En Libia y otros países de la región hubo celebraciones masivas, en las que los secuestradores del avión de Lufthansa y los perpetradores liberados de Múnich fueron tratados como héroes.  Inmediatamente después de su llegada al aeropuerto se celebró una rueda de prensa que se retransmitió en directo a todo el mundo.  El gobierno libio liderado por Muammar Gaddafi permitió que los atacantes de Múnich se refugiaran y se ocultaran, ignorando las demandas del ministro Walter Scheel sobre llevarlos a juicio. En una operación encubierta a gran escala denominada Cólera de Dios, Israel intentaría posteriormente localizarlos y matarlos.

## Reacciones
Los políticos alemanes de los entonces partidos del gobierno (socialdemócratas y liberales), así como de la oposición (los partidos conservadores de la Unión), elogiaron la salida no violenta que tuvo el secuestro. Esto reflejaba la opinión pública que señalaba que la liberación de los atacantes de Múnich reduciría el riesgo de nuevos ataques contra objetivos alemanes. Las críticas giraron en torno a la falta de suficiente seguridad en los aeropuertos para impedir el contrabando de explosivos en aviones comerciales, y a que Lufthansa no empleaba alguaciles aéreos, que en ese momento ya eran comunes en ciertos vuelos de El Al, Pan Am, Swissair y otros.
Israel condenó duramente la liberación de los perpetradores de Múnich y acusó a Alemania Occidental de haber "capitulado ante el terrorismo".  La primera ministra Golda Meir afirmó al día siguiente: "Desde ayer estamos deprimidos, agraviados y diría insultados, porque el espíritu humano, tan débil e indefenso, se ha rendido a la fuerza brutal".  El ministro de Asuntos Exteriores, Abba Eban, presentó una nota oficial de protesta ante el gobierno de Alemania Occidental,  y el embajador israelí en Bonn fue llamado temporalmente para regresar, oficialmente debido a consultas.

## Acusaciones de participación del gobierno de Alemania Occidental
Inmediatamente después del secuestro del vuelo 615,  así como en varias ocasiones posteriores,  se expresaron algunas posturas que indicaban que el evento podría haber sido organizado o al menos tolerado por el gobierno de Alemania Occidental para "deshacerse de tres asesinos que se habían convertido en una carga para la seguridad" (como escribió Amnon Rubinstein en el periódico israelí Haaretz bajo el titular "La desgracia de Bonn" poco después de la liberación de los prisioneros).  Los argumentos que sustentan frecuentemente esta acusación son el número "sospechosamente"bajo de pasajeros (sólo había 13 pasajeros varones a bordo del Boeing 727-100 secuestrado, un tipo de avión con capacidad para 130-150 asientos), la "sorprendente"rápida decisión rápida de liberar a los prisioneros, así como supuestos contactos del Servicio Federal de Inteligencia de Alemania Occidental con la Organización para la Liberación de Palestina.
Los motivos de la intervención gubernamental fueron los intereses comerciales de Alemania Occidental en los países árabes y el deseo de evitar futuros actos de terrorismo.  Poco después de los acontecimientos que rodearon el vuelo 615, Haim Yosef Zadok acusó a Alemania Occidental en un discurso en la Knesset de haber "aprovechado la oportunidad para mejorar sus relaciones con el mundo árabe". En su autobiografía de 1999, Abu Daoud (el cerebro detrás de la masacre de Múnich) afirma que "los alemanes" le habían ofrecido 9 millones de dólares por fingir la liberación de los prisioneros. Sin embargo, en años posteriores se negó a repetir o elaborar esta acusación.  En una entrevista de 2006 con el periódico Frankfurter Allgemeine Zeitung, Zvi Zamir, jefe del Mossad de 1968 a 1974, afirma que estaba seguro de que había habido algún tipo de acuerdo entre Alemania Occidental y Septiembre Negro.
El documental ganador del Óscar Un día en septiembre (que se estrenó en 1999 y cubre la masacre de Múnich) apoya la tesis de que el secuestro del vuelo 615 de Lufthansa fue "un montaje, organizado por el gobierno alemán en connivencia con los militantes",  que corresponde a comentarios de Jamal Al-Gashey sobre las consecuencias de su liberación.  La película presenta una entrevista con Ulrich Wegener, un experto alemán en contraterrorismo y comandante fundador del GSG 9, quien califica tales acusaciones como "probablemente ciertas". También se cita a Wegener con la opinión de que las consideraciones de las autoridades de Alemania Occidental sobre cómo abordar la situación de los rehenes probablemente se debían principalmente al deseo de evitar que el país se convirtiera en el foco de nuevos actos de terrorismo.
En 2013, periodistas de investigación del programa de televisión alemán Report München citaron una carta del jefe de policía de Munich, que había sido enviada al Ministerio del Interior de Baviera once días antes del secuestro del vuelo 615. Describe las medidas que se tomaron para "acelerar la deportación" de los atacantes de Múnich, en lugar de preparar su juicio.
Un contraargumento a las acusaciones de una liberación de prisioneros preestablecida incluye resaltar la falta de planificación y comunicación que tuvieron los negociadores alemanes durante la crisis de los rehenes.  La situación había sido caótica y confusa en ocasiones,  haciendo poco probable que las negociaciones estuvieran programadas. LH 615 – Operation München, un documental de 1975 producido por Bayerischer Rundfunk, atribuye el resultado no violento del secuestro al presidente de Lufthansa, Culmann, y al cónsul Laqueur: habían actuado según sus propios términos en lugar de obedecer órdenes de funcionarios gubernamentales.

## Lectura adicional
- Blumenau, Bernhard. Las Naciones Unidas y el terrorismo. Alemania, el multilateralismo y los esfuerzos antiterroristas en la década de 1970. Basingstoke: Palgrave Macmillan, 2014, capítulo 2, págs. 47–49. ISBN 978-1-137-39196-4